# Desa Sikayu (administrativ by i Indonesien, lat -7,67, long 109,48)
Desa Sikayu är en administrativ by i Indonesien.   Den ligger i provinsen Jawa Tengah, i den västra delen av landet, 300 km sydost om huvudstaden Jakarta.